# حوزه انتخابیه میناب، رودان، جاسک، سیریک و بشاگرد
حوزه انتخابیه میناب و رودان و جاسک و سیریک و بشاگرد یکی از حوزه‌های استان هرمزگان برای انتخابات مجلس شورای اسلامی است. این حوزه به مرکزیت میناب، ۱ نماینده دارد.
نمایند کنونی:حسین رئیسی

## نمایندهدوره یازدهم
حسین رئیسی

## نمایندهدوره دهم
سیدمصطفی ذوالقدر

## نمایندهدوره نهم
سیدعبدالکریم هاشمی نخل‌ابراهیمی 

## نمایندهدوره هشتم
سیدعلی میرخلیلی

## نمایندهدوره هفتم
علی معلمی‌پور

## نمایندهدوره ششم
سیدعلی میرخلیلی

## نمایندهدوره پنجم
سیدعلی میرخلیلی

## نمایندهدوره چهارم
سیدعلی میرخلیلی

## نمایندهدوره سوم
سیدمصطفی ذوالقدر 

## نمایندهدوره دوم
سیدمصطفی ذوالقدر

## نمایندهدوره اول
حجت‌الاسلام عباس عباسی

## پی‌نوشت و منبع
1. ↑  «اسامی نامزدهای نمایندگی مجلس شورای اسلامی در استان هرمزگان اعلام شد». خبرگزاری ایرنا.
2. 1 2 3  «مرکز پژوهشها - سید مصطفی ذوالقدر». بایگانی‌شده از اصلی در ۱۰ نوامبر ۲۰۱۷. دریافت‌شده در ۲۰۱۷-۱۱-۱۰.
3. ↑  «مرکز پژوهشها - سیدعبدالکریم هاشمی نخل ابراهیمی». بایگانی‌شده از اصلی در ۱۰ نوامبر ۲۰۱۷. دریافت‌شده در ۲۰۱۷-۱۱-۱۰.
4. 1 2 3  «مرکز پژوهشها - سیدعلی میرخلیلی». بایگانی‌شده از اصلی در ۱۱ نوامبر ۲۰۱۷. دریافت‌شده در ۲۰۱۷-۱۱-۱۰.
5. ↑  «مرکز پژوهشها - علی معلمی پور». بایگانی‌شده از اصلی در ۱۰ نوامبر ۲۰۱۷. دریافت‌شده در ۲۰۱۷-۱۱-۱۰.
6. ↑  «مرکز پژوهشها - عباس عباسی». بایگانی‌شده از اصلی در ۱۰ نوامبر ۲۰۱۷. دریافت‌شده در ۲۰۱۷-۱۱-۱۰.

- «جدول حوزه‌های انتخابیه در انتخابات دهمین دورهٔ مجلس شورای اسلامی» (PDF). مرکز پژوهش و سنجش افکار صدا و سیما. بایگانی‌شده از اصلی (PDF) در ۵ اكتبر ۲۰۱۸. دریافت‌شده در ۲۶ ژوئیه ۲۰۱۶. تاریخ وارد شده در |archive-date= را بررسی کنید (کمک)